# Autoroutes de France

Autoroutes de France est un ancien établissement public national français, créé par le décret 89-631 de septembre 1989, ayant pour mission, dans les conditions fixées par les textes légaux, « d'assurer une péréquation des ressources des sociétés d'économie mixte concessionnaires d'autoroutes et de contribuer ainsi à l'équilibre de leur trésorerie. Il peut faire des apports en fonds propres à ces sociétés, notamment sous la forme de prises de participations et d'avances d'actionnaires ». Il est dissous en 2009.